# Styrmir Kárason
Styrmir hinn fróði Kárason (apodado el Sabio, 1170? – 20 de febrero de 1245), fue un escaldo de Islandia y lögsögumaður. Último prior del monasterio de Viðey, le sustituyó Arnór Helgason como primer abad del monasterio.
Aunque existen ciertas dudas sobre su paternidad, es posible que su padre fuese Kári Runólfsson, abad de Thingeyri (m. 1187 o 1188). Sigurdur Nordal cree que  Styrmir fue llevado a monasterio de Þingeyrar, donde recibió educación hasta 1220.
Styrmir se dedicó al sacerdocio y fue ministro de Snorri Sturluson en Reykholt. Desde 1228 a 1235 fue lögsögumaður durante dos periodos, de 1210 a 1214 y de 1232 a 1235, a partir de entonces se convirtió en prior del monasterio de Videy, entre 1235 y 1245. 
Hay indicios que tuvo una mujer, Jorunn Einarsdottir con quien tuvo un hijo llamado Valgardur Styrmisson. 
Styrmir era un conocido escaldo de su tiempo. Se le vincula con las siguientes obras:
- Styrmisbók Landnámu, hoy perdido pero Haukr Erlendsson afirma que Hauksbók Landnámu y Sturlubók Landnámu se basan en él.[3]
- Lífssaga Ólafs helga (la vida de San Olaf), hoy perdida, pero algunas secciones se conservan en Flateyjarbók. También es posible que la historia de San Olaf en este libro se base parcialmente en la obra de Styrmir.[4][5]
- Correcciones en la saga de Sverre. La historia de Flateyjarbók absorbe la obra de Stymir, pero no se sabe si es el autor de los cambios o si estuvo involucrado en su elaboración junto al abad Karl Jónsson.
- Saga Harðar ok Hólmverja, algunos historiadores afirman que si no lo escribió, sí contribuyó a la historia original.[6]